# Federación Europea del Deporte Gay y Lésbico
La Federación Europea del Deporte Gay y Lesbiano (en inglés: European Gay and Lesbian Sport Federation o EGLSF) es una organización internacional a nivel europeo que promueve la visibilidad LGBT en el mundo deportivo a través de la coordinación de grupos deportivos y la organización de eventos a nivel continental, como los Eurogames. Su sede oficial está en Ámsterdam, en los Países Bajos.
En la Federación pueden inscribirse tanto como grupos deportivos LGBT como asociaciones de coordinación, independientemente de la orientación sexual. Uno de los principios cardinales de la EGLSF es de hecho que la no discriminación funciona en ambos sentidos, por lo que todas sus iniciativas, incluidos los Eurogames, están abiertos a cualquiera que lo deseé. La Federación pone a disposición de los grupos afiliados toda una serie de instrumentos que permiten el intercambio de información, la promoción a nivel europeo de los eventos de los grupos individuales y la consiguiente participación a nivel europeo.
La EGLSF además promociona el desarrollo de los grupos deportvos LGBT en los países en los que hay una mayor dificultad. Se ha creado una sección a propósito, tras la caída del Muro de Berlín, que se ha especializado en los países de Europa del Este.
A finales de 2008, formaban parte integrante de la Federación grupos deportivos de Gran Bretaña, Noruega, Suecia, Finlandia, Dinamarca, Países Bajos, Bélgica, Luxemburgo, Alemania, Francia, España, Italia, Suiza, Austria, Grecia, Hungría, Eslovenia, Croacia, Rumanía, Bulgaria, Rusia y Turquía. Se han establecido contactos preliminares con grupos deportivos LGBT de Islandia, Irlanda, Polonia, República Checa, Estonia, Lituania, Bielorrusia, Ucrania, Moldavia y Macedonia del Norte.

## Historia
La EGLSF fue fundada en La Haya en 1989 con el objetivo de promover la integración, la emancipación y la visibilidad de gais y lesbianas en el mundo deportivo, tradicionalmente poco abierto a la homosexualidad, tanto favoreciendo el nacimiento y el crecimiento de grupos deportivos y su coordinación, como combatiendo los comportamientos discriminatorios basados en la orientación sexual. La Federación actuaba inicialmente como organismo de conexión entre los primeros grupos deportivos LGBT, que en la época tenían pocos contactos entre sí. En poco tiempo estas organizaciones también definieron sus objetivos y líneas de actuación en torno a los dos elementos paralelos de la integración y la lucha contra la discriminación.
En octubre de 1994, la EGLSF publicó un estudio sobre la discriminación en el deporte, enumerando veinticinco casos en los que la discriminación se manifestaba de muchas formas: en la exclusión de los atletas gais y lésbicas, en las manifestaciones cercanas al mobbing, en presiones psicológicas y en la violencia abierta.
En 1996, el Consejo de Europa invitó a la EGLSF, como único representante de la comunidad LGBT, a un congreso europeo sobre la tolerancia en el deporte. El congreso concluyó sus trabajos con una declaración que subrayaba la necesidad de mantener siempre comportamientos correctos y tolerantes, y que condenaba cualquier forma de discriminación. La EGLSF firmó la declaración, pero al mismo tiempo expresó su perplejidad por el hecho de que la discriminación contra los gais y lesbianas no fuera citada de forma explícita.
La EGLSF continuó recogiendo y verificando ulteriores casos de discriminación o presiones psicológicas sobre gais y lesbianas en el ámbito deportivo, y en el año 1999 publicó una nueva edición actualizada de su informe de 1994. El informe no sólo fue distribuido entre los grupos deportivos, sino también entre las principales instituciones de la Unión Europea, en concreto a la Comisión europea, el Parlamento europeo y el Consejo de Europa en Estrasburgo, además de a los organizadores del congreso europeo de 1996.
También en 1999, con ocasión del décimo aniversario de su fundación, la EGLSF organizó una conferencia abierta con el título Building Bridges Between Regular Sports and Gay/Lesbian Sports («Construyendo puentes entre el deporte regular y el deporte gay/lesbico»), en el que presentó el estado del deporte gay y lésbico y de la integración de las personas LGBT en el ámbito deportivo. Seguidamente, el ministerio de deportes holandés dio su permiso para permitir que la EGLSF trabajase en cooperación con las federaciones y asociaciones deportivas «regulares» y con las instituciones europeas. Fue gracias a este apoyo que en 2001 el Consejo de Europa invitó a la EGLSF a una conferencia interministerial sobre la tolerancia en el deporte y en 2002 reconocía a la EGLSF el estatus de asesor oficial en cuestiones relativas a la homosexualidad en el deporte. La EGLSF levantó la cuestión de la situación problemática de los atletas LGBT en los estados adherentes a la Unión Europea.
A partir de septiembre de 2002, la EGLSF y otras organizaciones deportivas no gubernamentales han dado vida al proyecto FARE (Football Against Racism in Europe), centrado en la homofobia en el ámbito específico del fútbol. Como resultado del proyecto, la organización alemana de aficionados al fútbol Bündnis aktiver Fußballfans que adoptado un plan de siete puntos para contrarrestar la homofobia.
En el año siguiente, la EGLSF participó en la conferencia Unidos contra el racismo organizada en Londres por la UEFA, la English Football Association y el grupo antirracista 
Kick it Out, también dentro del proyecto FARE, durante el que el tema de la homofobia en el fútbol fue tratado por primera vez de forma explícita en las instituciones futbolísticas oficiales.
En 2004, con ocasión del 15 aniversario de la fundación, la EGLSF organizó una segunda edición de la conferencia Building Bridges y durante los Eurogames de Múnich organizó un encuentro para tratar sobre el deporte, la homosexualidad y la discapacidad.